# Paul Hartley
Paul James Hartley (Hamilton, Skócia, 1976. október 19. –) skót válogatott labdarúgó, jelenleg a skót Dundee edzője.

## Pályafutása

### Klubpályafutása

#### Kezdetek
Hartley szülővárosa csapatában, a Hamilton Academical-ben kezdte pályafutását 1994-ben, majd két szezon után 400 000 fontért az angol Millwall-hoz igazolt. 1997-ben visszatért Skóciába, előbb a Raith Rovers-ben, majd a Hibernian-ben játszott; utóbbi csapattal 1999-ben megnyerte a First Divisiont.

#### St. Johnstone
Miután egy szezont kölcsönben a Greenock Mortonban töltött, 2000-ben leszerződtette a St. Johnstone. Billy Stark menedzser új posztot talált Hartleynak: az addig jobbszélsőként futballozó játékost elkezdte belső középpályásként játszatni. Új posztján Hartley sokkal jobban teljesített, de csapata 2002-ben kiesett az élvonalból. 2003-ban kiemelkedően játszott a másodosztályban, olyannyira, hogy jelölték az év játékosa-címre.

#### Hearts
Mikor 2003 nyarán lejárt a szerződése a St. Johnstone-nal, újat írt alá - csakhogy immáron az első osztályú Heartshoz! Mindjárt első idényében nagyszerűen játszott, a dobogó 3. fokáig röpítette előre csapatát. 2005 januárjában a Celtic 300 000 fontot fizetett volna érte, ám Craig Levein menedzser ennyiért nem engedte el.
Egyik legemlékezetesebb meccse a 2006-os  Skót Kupa elődöntője volt, amikor az örök rivális Hibernian elleni találkozón profi pályafutása első mesterhármasával segítette győzelemhez a Hearts-ot. Bár a döntőben kiállították, csapata tizenegyesekkel legyőzte a Gretnát.
2007 januárjában felröppent a hír, hogy vinné a Rangers vagy az Aston Villa, ám végül mégis a Celtichez szerződött.

#### Celtic
Hartley 1,1 millió font ellenében két és fél plusz egyéves megállapodást kötött a glasgowi csapattal. Első gólját 2007. augusztus 15-én, a Szpartak Moszkva elleni Bajnokok Ligája-selejtezőn szerezte; a 2007-2008-as szezonja amúgy is remekül sikerült. Bár Gordon Strachan védekezőbb felfogásban, a pálya közepén Barry Robson mellett játszatta, jó teljesítményének köszönhetően alapembere volt annak a gárdának, amely megvédte bajnoki címét a Rangersszel folytatott őrült versenyfutást követően a bajnokságban.
A 2008-2009-es szezonban már sokkal kevesebbet játszott, aminek következtében a Celtic 2009 júliusában Jan Vennegoor of Hesselinkkel együtt átadólistára tette.

#### Bristol City
Az angol másodosztályú Bristol City csapott le az ingyen igazolható játékosra.

### Válogatott
2005. március 26-án, a San Siro-beli, Olaszország elleni mérkőzésen mutatkozott be a válogatottban. Első - és máig egyetlen - gólját Szlovénia ellen lőtte 2005. október 12-én.

## Sikerei, díjai
- Skót bajnokság: 2007, 2008
- Skót kupa: 2006, 2007
- Skót labdarúgó-ligakupa: 2009
- Skót másodosztály: 1999

## Külső hivatkozások
- Paul Hartley pályafutásának statisztikái a Soccerbase oldalon (angolul)

- Paul Hartley profilja a scottishfa.co.uk-n
- Profilja Archiválva 2018. január 26-i dátummal a Wayback Machine-ben a londonhearts.com-on